# .uz
.uz ist die länderspezifische Top-Level-Domain (ccTLD) des Staates Usbekistan. Sie wurde am 29. April 1995 eingeführt und wird vom Computerization and Information Technologies Developing Center (kurz UZINFOCOM) in Taschkent verwaltet.

## Eigenschaften
Domains werden sowohl auf zweiter als auch auf dritter Ebene vergeben. Jede .uz-Domain muss zwischen zwei und 63 Zeichen lang sein, Voraussetzung ist lediglich ein funktionierender Nameserver. Im Februar 2017 betrug die Zahl der registrieren Domains über 31.000 Stück.